# Eastafrican.com
East African Safari Air Express Ltd, che opera come Eastafrican.com, è una compagnia aerea keniota con sede all'aeroporto di Nairobi Wilson. Originariamente East African Safari Air, la compagnia aerea è stata rinominata Fly-SAX dopo il suo acquisto da parte della società madre della compagnia aerea keniota Fly540, poi successivamente Eastafrican.com.

## Storia
La compagnia iniziò ad operare come East African Safari Air Limited, fondata da Anthony A. Kegode e costituita nel maggio 1989. La compagnia successivamente cambiò il nome delle sue operazioni in East African Safari Air Express.
Nel settembre 2004, East African Safari Air Express venne posta in amministrazione controllata. A quel tempo, la compagnia aerea trasportava circa 25.000 passeggeri al mese sulle varie rotte. East African Safari Air Express uscì dall'amministrazione controllata e operò servizi regolari regionali e nazionali con una flotta di Douglas DC-9 e un Fokker F28 che una volta apparteneva alla compagnia aerea keniota JetLink Express.
Nel novembre 2010, la compagnia aerea fu oggetto di una controversia sul pagamento dei contratti di locazione dei propri aeromobili. Nel dicembre 2010, il vettore low cost Fly540 acquistò le attività di East African Safari Air Express ribattezzandola Fly-SAX (ricordando il suo precedente soprannome Safari Air Express) nel settembre 2012. La compagnia continuò ad utilizzare gli stessi codici IATA (B5) e ICAO (EXZ) anche con il nuovo marchio.
Nell'aprile 2013, Fly540 firmò un accordo di acquisizione con la compagnia aerea tanzaniana Fastjet che avrebbe visto quest'ultima assumere le operazioni di Fly540 al fine di stabilire il servizio di Fastjet in Kenya. Non era chiaro se Fly-SAX avrebbe continuato o meno come entità separata, poiché Fastjet aveva indicato che il marchio Fly540 sarebbe stato gradualmente eliminato.
Nel marzo 2019, dopo il fallimento della trattativa con la compagnia tanzaniana, Fly-SAX è stata rinominata in eastafrican.com dalla società madre Fly540.

## Destinazioni
Eastafrican.com opera solo voli di linea nazionali verso il Kenya, in particolare:
- Diani Beach
- Homa Bay
- Lamu
- Malindi
- Masai Mara
- Nairobi
- Wajir

## Flotta

### Flotta attuale
A dicembre 2022 la flotta di Eastafrican.com è così composta:

### Flotta storica
Eastafrican.com operava in precedenza con i seguenti aeromobili:
- Cessna 208 Caravan
- 3 Douglas DC-9-14
- 1 Fokker F28 Fellowship 4000

## Incidenti
- Il 5 giugno 2018, il volo Fly-SAX 50102, un Cessna 208 Grand Caravan in rotta da Kitale a Nairobi, precipitò schiantandosi contro un'altura. I detriti vennero trovati su una montagna a un'altitudine di 11 200 piedi (3 400 m); da questo, gli investigatori determinarono che l'aereo volava a una quota inferiore a quella a cui si sarebbe dovuto trovare. Le vittime furono 10.[11]